# Rhynchocalyx lawsonioides
Rhynchocalyx lawsonioides là một loài cây gỗ nhỏ, loài duy nhất của chi Rhynchocalyx trong họ Penaeaceae nghĩa rộng hay đôi khi là của họ riêng của chính nó là Rhynchocalycaceae L. A. S. Johnson & B. G. Briggs. Nó là loài đặc hữu của vùng sinh thái khảm rừng duyên hải KwaZulu-Cape trong các tỉnh KwaZulu-Natal và Đông Cape của Nam Phi.